# Drepanosticta brownelli
Drepanosticta brownelli – gatunek ważki z rodziny Platystictidae.